# Малая Свияга
Малая Свияга — река в России, протекает в Ульяновской области. Левый приток Свияги.

## География
Река Малая Свияга берёт начало в деревне Водорацкие Выселки. Течёт на северо-восток мимо населённых пунктов Акшуат, Старотимошкино, Заречное, Смольково, Бестужевка. Впадает в Свиягу напротив посёлка Ветловка. Устье реки находится в 338 км по левому берегу реки Свияга. Длина реки составляет 41 км, площадь водосборного бассейна — 525 км².
Основные притоки: Калда и Чечера.

## Данные водного реестра
По данным государственного водного реестра России относится к Верхневолжскому бассейновому округу, водохозяйственный участок реки — Свияга от истока до села Альшеево, речной подбассейн реки — Волга от впадения Оки до Куйбышевского водохранилища (без бассейна Суры). Речной бассейн реки — (Верхняя) Волга до Куйбышевского водохранилища (без бассейна Оки).
Код объекта в государственном водном реестре — 08010400512112100002011.